# 吉格梅·凯萨尔·纳姆耶尔·旺楚克和吉增·佩玛的婚礼
吉格梅·凯萨尔·纳姆耶尔·旺楚克和吉增·佩玛的婚礼（Wedding of Jigme Khesar Namgyel Wangchuck and Jetsun Pema）是不丹国王吉格梅·凯萨尔·纳姆耶尔·旺楚克和吉增·佩玛的婚礼，举行于2011年10月13日。举行于普那卡的普那卡宗（宗是西藏地区的一种建筑）。

## 详情
2011年5月20日，国王宣布他与吉增·佩玛订婚，婚礼将于2011年10月13日在普那卡宗结婚。这是第一次在普那卡举行王室婚礼。国王给她戴上了王冠，宣布她成为王后。婚礼有着传统风格。

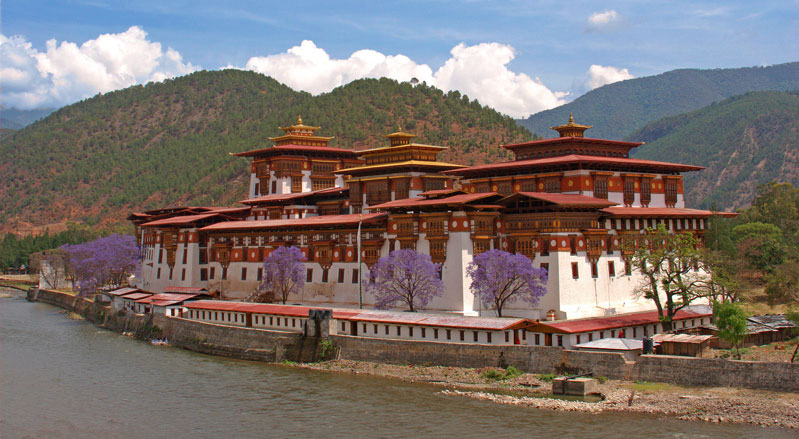
婚礼举行地点普那卡宗